# Nāḩiyat al Musayfirah
Nāḩiyat al Musayfirah (arabiska: ناحية المسيفرة) är ett subdistrikt i Syrien.   Det ligger i provinsen Dar'a, i den sydvästra delen av landet, 100 km söder om huvudstaden Damaskus.
Omgivningarna runt Nāḩiyat al Musayfirah är i huvudsak ett öppet busklandskap. Runt Nāḩiyat al Musayfirah är det ganska tätbefolkat, med 172 invånare per kvadratkilometer.